# 古性秀之
古性 秀之（こしょう ひでゆき、1961年9月14日 - ）は、石川県出身の元騎手（地方・金沢所属）。

## 経歴
169cmの長身のため地方競馬教養センターに一般公募騎手候補生1期生として入所し、1978年10月21日の金沢第5競走・オートネホース（9頭中9着）で初騎乗を果たすと、2日後の23日に第4競走・ナルノベンハーで初勝利を挙げる 。1986年の中央競馬騎手招待では11頭中10番人気のオーゼルに騎乗し、村本善之・田島信行・柴田光陽・栗田伸一を抑えて優勝。
1995年には芦毛の名馬エビスライトオーで北國王冠を制すが、この時はトップハンデ60kgで、同馬は前年にはミスタールドルフに2秒4の大差を付けて1位入線も3着に降着していた。自身唯一の中央騎乗となった1996年の平安ステークスではライデンリーダー（笠松）に先着し、地方勢最先着の7着と健闘。
1998年にはカズノリュウセイで中日杯を制するなど、名馬に騎乗することも多かった。中日杯のカズノリュウセイは当日7番人気であったが、前年の年度代表馬トーシンイチバン、同年に年度代表馬となるサンシャインホース、翌年に年度代表馬となるリードジャイアンツ、1996年の年度代表馬ハヤテサカエオーを寄せ付けず逃げ切った。
1999年にはダートグレード競走となったサラブレッドチャレンジカップで12頭中12番人気のユキノショウに騎乗し、地元・他地区含む地方勢最先着の4着に持ってきた。ファンも多い大ベテランで、52kgの負担重量でもきっちり騎乗するなど、関係者からの信頼も厚かった。
落馬負傷の影響もあり2002年は21勝とリーディング20位にとどまったが、2003年には5月26日の金沢第5競走サラ系C級3組9をバンブーバンオーで逃げ切って通算1200勝を達成し、44勝と復活。2003年9月16日の第8競走サラ系B3級3組では11頭中9番人気のアイアムグッドに騎乗して勝利し、3連単7-8-9は120万3900円で990通り中422番人気、的中は僅か1票で金沢競馬初の100万馬券となった。
2004年には北日本新聞杯でロイヤルアタックに騎乗し、3コーナー先頭から後続に6馬身差を付けて圧勝。2004年はリーディングでは34勝を挙げ、北國アラブチャンピオンも制するなどビッグレースでの勝負強さは相変わらずであった。
2008年5月19日の金沢第3競走サラ系C級2組5・ビッグオスカーで通算1400勝を達成し、2010年には白山大賞典でネヴァデザートに騎乗。地方所属馬で占められたゼッケン6番以降の単勝オッズが100倍以上で、ネヴァデザートもその中の一頭であったが、大雨の不良馬場で置かれていくメンバー中唯一のダートグレード勝ち馬ロールオブザダイスを交わして5着に入る。
2010年11月21日の金沢第11競走サラ系B級1組2・コアレスビーチが最後の勝利 となり、明けて2011年1月5日の第9競走初春霊峰白山特別・ケイアイダイコク（10頭中3着）が最後の騎乗 となった。同年引退。

## 通算成績
- 地方 - 12143戦1461勝 勝率12.0%、連対率24.9%
- 中央 - 1戦0勝

### 主な騎乗馬
※斜体は地方交流競走。
- ゴルデンビューチ（1985年農林水産大臣賞典）
- マスルビー（1985年菊桜特別）
- マイテイハヤコマ（1985年中京スポーツ賞）
- エイム（1985年ことじ賞）
- オーゼル（1986年中央競馬騎手招待）
- ビービーリドン（1987年サラブレッド大賞典・あすなろ賞・中日杯）
- フセシバオー（1987年農林水産大臣賞典）
- キヨウエイフロルア（1988年中京スポーツ賞）
- リキエグレージヤ（1988年アラブ大賞典）
- テツノオージヤー（1990年菊桜特別）
- リスクワッスル（1994年北日本新聞杯）
- ムソウタイザン（1994年アラブフレッシュカップ）
- エビスライトオー（1995年北國王冠）
- キーライト（1998年ほくてつニューイヤーカップ）
- ホマレドン（2000年菊桜特別）
- ロイヤルアタック（2004年北日本新聞杯）
- グリーンジャンボ（2004年北國アラブチャンピオン）